# Yushin Maru 2
Le Yushin Maru no 2 (第二勇新丸, Dai ni yūshin maru) est un navire de la flotte baleinière japonaise, utilisé dans le cadre du programme de recherche japonais sur les baleines tuant environ 1000 baleines par années. 
Le navire écologiste Bob Barker de la Sea Shepherd Conservation Society et le Yushin Maru no 2 se percutent le 2 février 2014, chaque camp accusant l'autre de l'avoir fait intentionnellement.